# Leszek Witkowski
Leszek Witkowski (ur. 25 lipca 1958) – polski lekkoatleta, specjalizujący się w biegach średniodystansowych.

## Osiągnięcia
- Mistrzostwa Polski seniorów w lekkoatletyce
  - Łódź 1980 – brązowy medal w biegu na 1500 m

- Halowe mistrzostwa Polski seniorów w lekkoatletyce
  - Zabrze 1981 – srebrny medal w biegu na 800 m

## Rekordy życiowe
- bieg na 800 metrów
  - stadion – 1:47,60 (Zabrze 1980)
- bieg na 1000 metrów
  - stadion – 2:21,80 (Bydgoszcz 1978)
- bieg na 1500 metrów
  - stadion – 3:40,90 (Sopot 1984)